# 武田博之
武田 博之（たけだ ひろゆき、1961年12月30日 - ）は、日本の総務官僚。総務省大臣官房総括審議官や、総務省大臣官房長を経て、内閣官房内閣審議官兼郵政民営化推進室長兼郵政民営化委員会事務局長。

## 人物・経歴
埼玉県行田市出身。1980年埼玉県立浦和高等学校卒業。1984年東京大学経済学部卒業、郵政省入省。2013年総務省大臣官房政策評価審議官兼電気通信紛争処理委員会事務局長。2014年総務省情報流通行政局郵政行政部長。2016年総務省大臣官房総括審議官（国際、郵政担当）。2017年総務省大臣官房総括審議官（広報、政策企画（主）担当）。2018年総務省大臣官房長。2019年内閣官房内閣審議官（内閣官房副長官補付）兼郵政民営化推進室長兼郵政民営化委員会事務局長。2020年退官、東京海上日動火災保険顧問。